# John Horsley
John L. Horsley (Westcliff-on-Sea, Essex, 21 de julio de 1920-Northwood, Middlesex, 12 de enero de 2014) fue un actor británico.
Hijo de un médico, que hizo su debut como actor en el Teatro Real en Bournemouth. Después de aparecer en teatros de repertorio fue llamado a filas para el servicio militar en la Royal Devon Yeomanry en el que se desempeñó en Sicilia e Italia durante la Segunda Guerra Mundial. Luego contrajo hepatitis y se convirtió en un miembro de una compañía de teatro del Ejército que recorrió las unidades militares.
Horsley se casó con la actriz June Marshall en 1948.

## Filmografía
- Appointment with Venus (1951)
- The Frightened Man (1952)
- The Long Memory (1952)
- Time Bomb (1953)
- Sailor of the King (1953)
- Deadly Nightshade (1953)
- Night People (1954)
- Above Us the Waves (1955)
- The Brain Machine (1955)
- Little Red Monkey (1955)
- A Time to Kill (1955)
- Circus Friends (1956)
- Hell Drivers (1957)
- Barnacle Bill (1957)
- Dunkirk (1958)
- Operation Amsterdam (1959)
- Sink the Bismarck! (1960)
- The Sinister Man (1961)
- The Secret Ways (1961)
- Serena (1962)
- Jigsaw (1962)
- The Night of the Prowler (1962)
- Panic (1963)
- The Comedy Man (1964)
- El cuarto protocolo (1987)
- Nemesis
- You Rang, M'Lord? TV series
- Agatha Christie's Poirot Hercule Poirot's Christmas (TV 1995)